# Leptochlamys scapicola
Leptochlamys scapicola är en svampart som först beskrevs av Petter Adolf Karsten, och fick sitt nu gällande namn av Died. 1921. Leptochlamys scapicola ingår i släktet Leptochlamys, divisionen sporsäcksvampar och riket svampar.   Inga underarter finns listade i Catalogue of Life.